# Lefoko
Lefoko is een dorp in het district Southern in Botswana. De plaats telt 534 inwoners (2011).